# Potamyia chinensis
Potamyia chinensis là một loài Trichoptera trong họ Hydropsychidae. Loài này phân bố ở Oriëntaals en het vùng cổ bắc giới.